# Margattea spinifera
Margattea spinifera är en kackerlacksart som beskrevs av Bei-Bienko 1958. Margattea spinifera ingår i släktet Margattea och familjen småkackerlackor. Inga underarter finns listade i Catalogue of Life.